# Eutelia guyra
Eutelia guyra là một loài bướm đêm trong họ Noctuidae.